# Moulay Mustapha Belarbi Alaoui
Moulay Mustapha Belarbi Alaoui (arabisch مولاي مصطفى بلعربي العلوي; * 18. März 1923 in Fès; † 8. Januar 2007 in Rabat) war ein marokkanischer Politiker und Diplomat.

## Leben
Moulay Mustapha Belarbi Alaoui absolvierte ein Studium der Rechtswissenschaften und wurde 1955 Kabinettschef des Innenministers. Im August 1971 wurde er Gouverneur der Präfektur Casablanca und bekleidete diese Funktion bis zum 13. Januar 1977. Im Anschluss wurde er 1977 Botschafter in Italien und war dort bis 1981 akkreditiert.
Am 5. November 1981 wurde er im Kabinett von Premierminister Maati Bouabid Justizminister (Ministre de la justice) und bekleidete dieses Ministeramt auch in den nachfolgenden Kabinetten der Premierminister Mohammed Karim Lamrani (1983 bis 1986), Azzedine Laraki (30. September 1986 bis 11. August 1992) sowie erneut Mohammed Karim Lamrani (11. August 1992 bis 9. November 1993).